# Franciszek Kiedroń
Franciszek Kiedroń (ur. 5 czerwca 1870 w Suchej Dolnej, zm. 1 grudnia 1951 w Mysłowicach) – działacz społeczno-narodowy na Śląsku Cieszyńskim, członek Rady Szkolnej, współzałożyciel Towarzystwa „Jedność” z siedzibą w Cieszynie, założyciel Koła Macierzy Szkolnej Księstwa Cieszyńskiego i biblioteki w Suchej Dolnej, założyciel kin na Śląsku.

## Życie prywatne
Urodził się 5 czerwca 1870 roku w rodzinie Franciszka i Zuzanny (z domu Pawełek) w miejscowości Sucha Dolna, w powiecie frysztackim. Do szkoły ludowej uczęszczał w Suchej Średniej. W 1893 roku poślubił Karolinę Molinek, z którą wychował siedmioro dzieci: córki Natalię, Emilię, Annę i Adolfinę oraz synów Józefa, Władysława i Franciszka juniora (1896–1962), działacza sportowego, który również pracował w branży kinematograficznej. Umarł 1 grudnia 1951 roku i został pochowany na cmentarzu w Mysłowicach.

## Działalność
W Suchej Dolnej prowadził sklep i gospodę, zajmując się również handlem końmi. W gospodzie zaangażowanego w działalność społeczną Franciszka Kiedronia miały swoje siedziby lokalne koła Unii Górników w Austrii i robotniczej organizacji kulturalno-oświatowej – Stowarzyszenia „Siła”.
Prowadził aktywną działalność społeczną. Został radnym gminy oraz członkiem Rady Szkolnej, która z jego inicjatywy, w roku 1905, utworzyła 5-letnią szkołę ludową w Suchej Dolnej. Założył również Towarzystwo „Jedność”, Oddział Macierzy Szkolnej Księstwa Cieszyńskiego oraz bibliotekę w Suchej Dolnej. Wspierał finansowo Kościół Ewangelicki Augsburskiego Wyznania. W Błędowicach Dolnych zasiadał w radzie parafialnej.

### Wojna polsko-czechosłowacka w 1919 roku

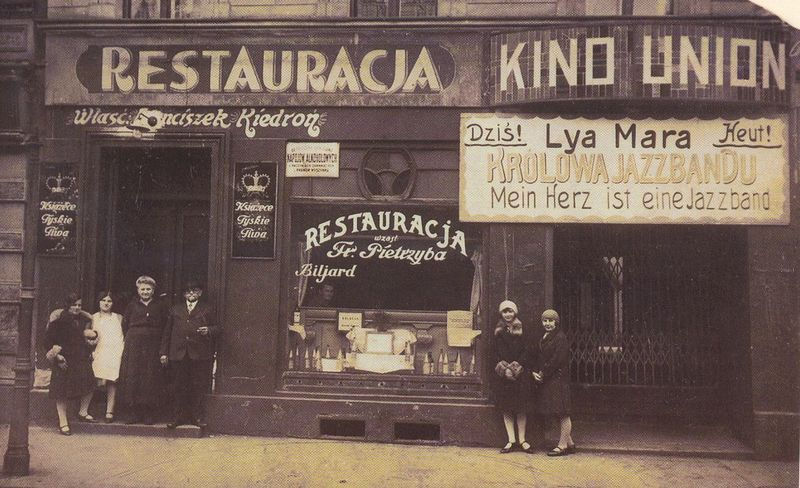
Kino „Union” i restauracja w Mysłowicach

Był jednym z członków delegacji śląskiej „w sprawie protestu przeciw okupacji czeskiej” u Naczelnika Państwa Józefa Piłsudskiego w Warszawie 1 maja 1919 roku, członkiem Rady Narodowej Księstwa Cieszyńskiego.

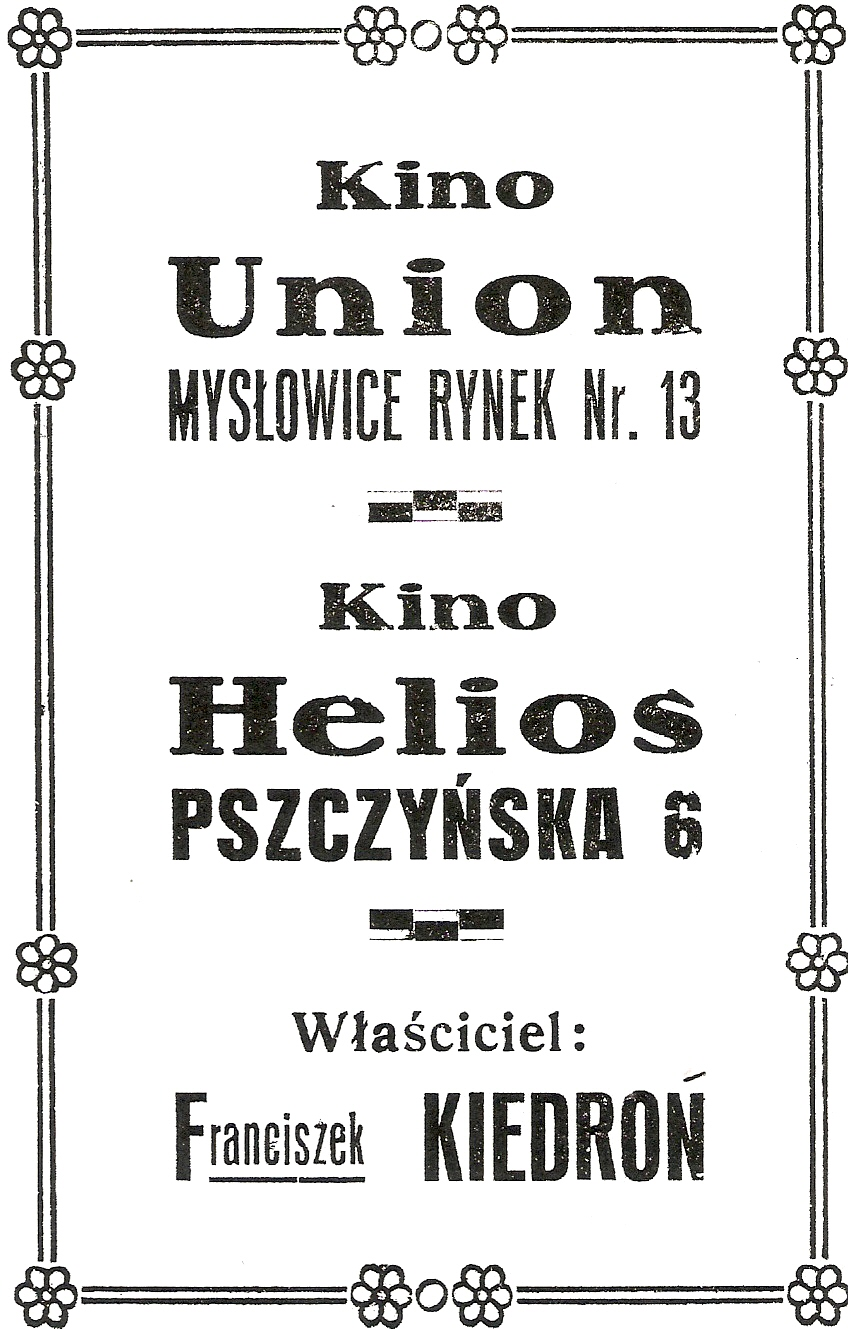
Plakat kin „Union” i „Helios” w Mysłowicach

Z powodu pogarszających się stosunków polsko-czechosłowackich na Śląsku Cieszyńskim sprzedał majątek i przeprowadził się wraz z rodziną do Polski. Zakupił kamienicę w Katowicach na skrzyżowaniu Stawowej i 3 Maja. Zamieszkał natomiast w przyrynkowym domu w Mysłowicach, który mieścił restaurację i salę kinową.
W 1923 roku kupił kino „Union” (które w 1936 r. przebudował i zmienił jego nazwę na „Odeon”). Dołączył do Związku Teatrów Świetlnych Województwa Śląskiego, w którym w roku 1926 został wybrany na prezesa, a dwa lata później, w 1928 roku, został prezesem honorowym. Zasiadał również w Radzie Naczelnej Przemysłu Filmowego w Polsce. W 1929 roku kupił kino „Helios” w Mysłowicach.

### II wojna światowa
W czasie II wojny światowej jego rodzina została zmuszona do opuszczenia Mysłowic – część wróciła na Zaolzie, część zaś przeniosła się do Sosnowca. Po zakończeniu wojny, w 1945 roku, wrócił do Mysłowic i ponownie uruchomił swoje kina. W listopadzie tego samego roku zostały one znacjonalizowane przez nowo powstały rząd.

## Galeria

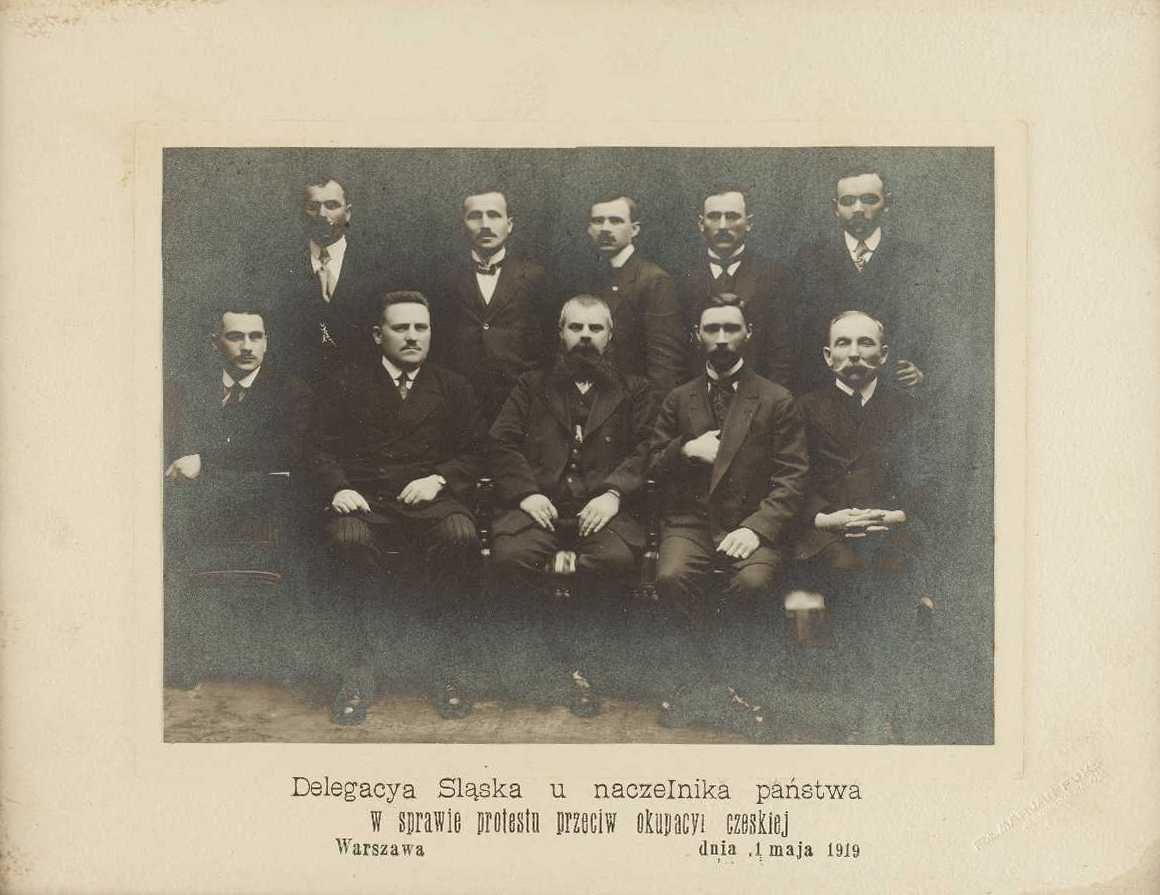
Delegacja Śląska u Naczelnika Państwa Józefa Piłsudskiego
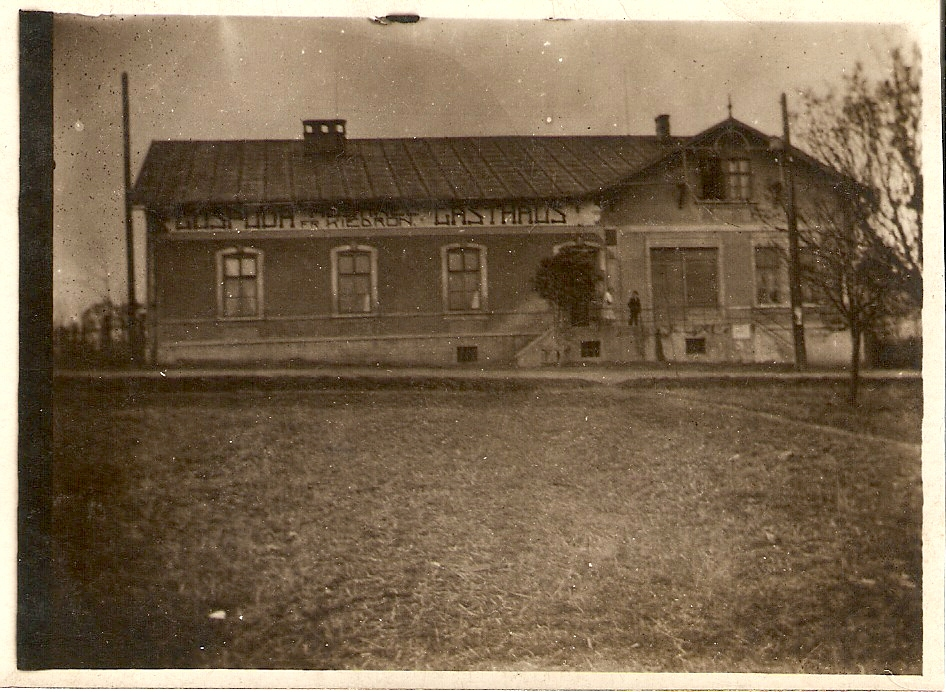
Gospoda Franciszka Kiedronia
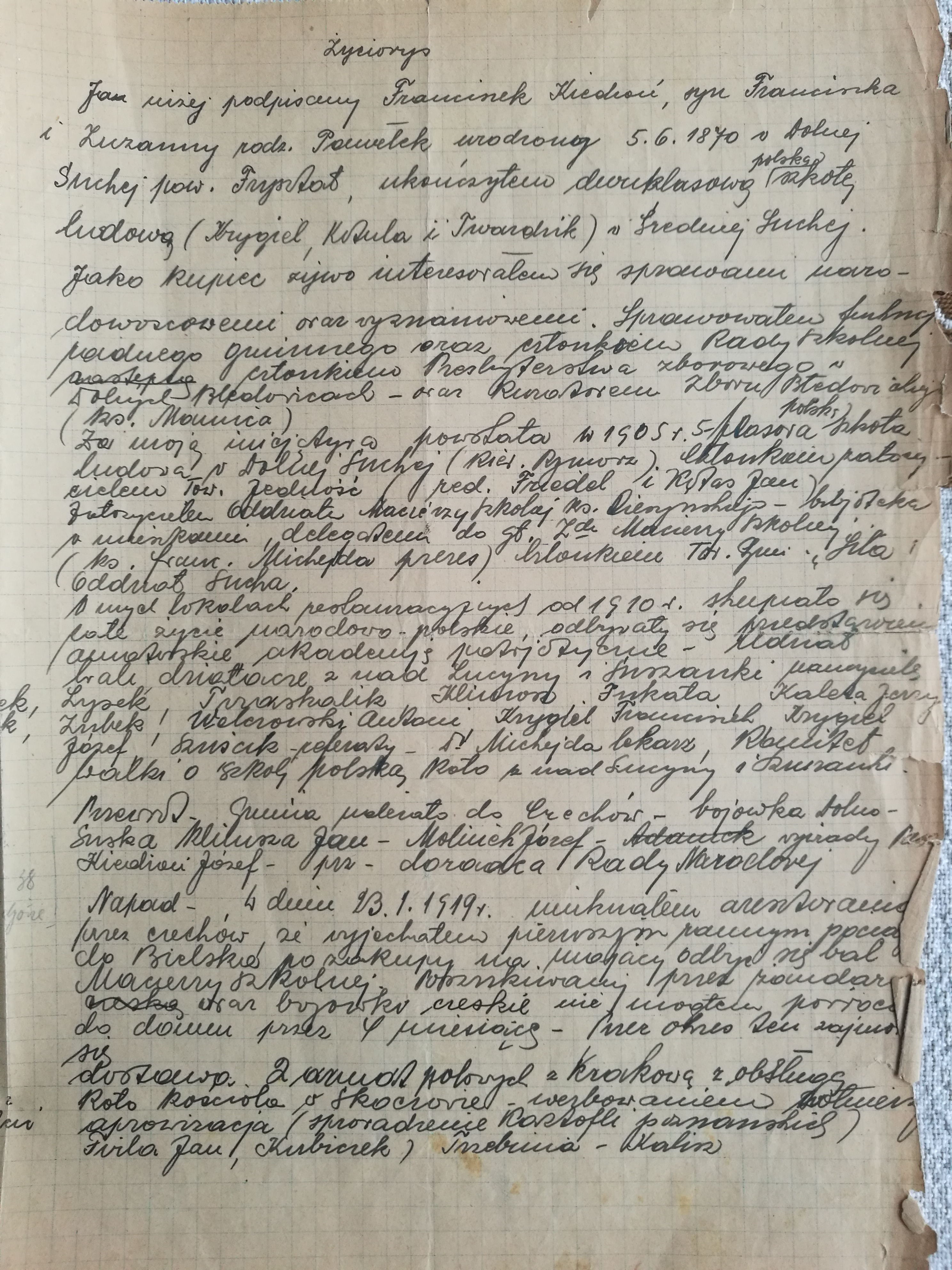
Życiorys Franciszka Kiedronia
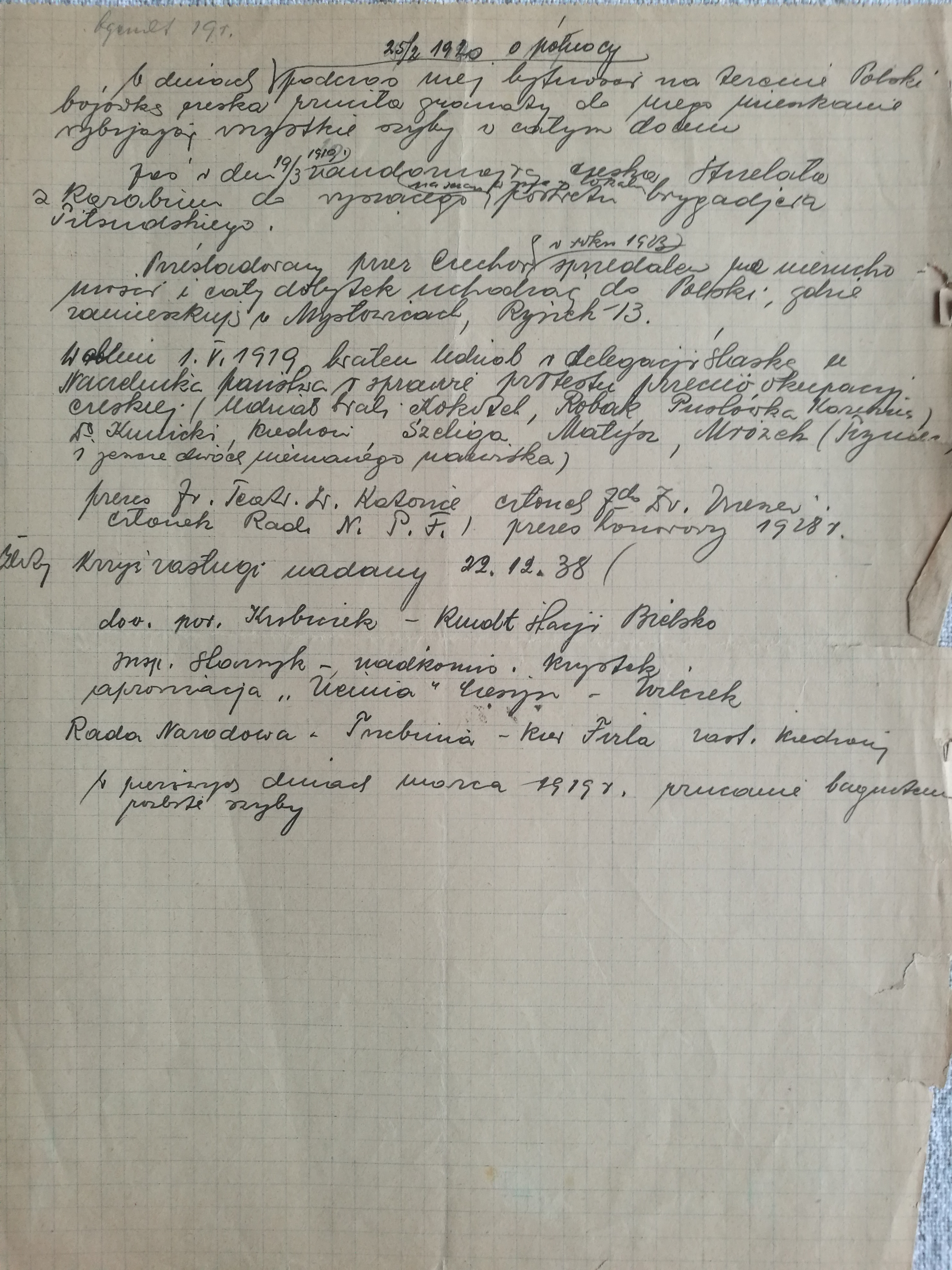
Życiorys Franciszka Kiedronia